# Mémoires de la Délégation en Perse

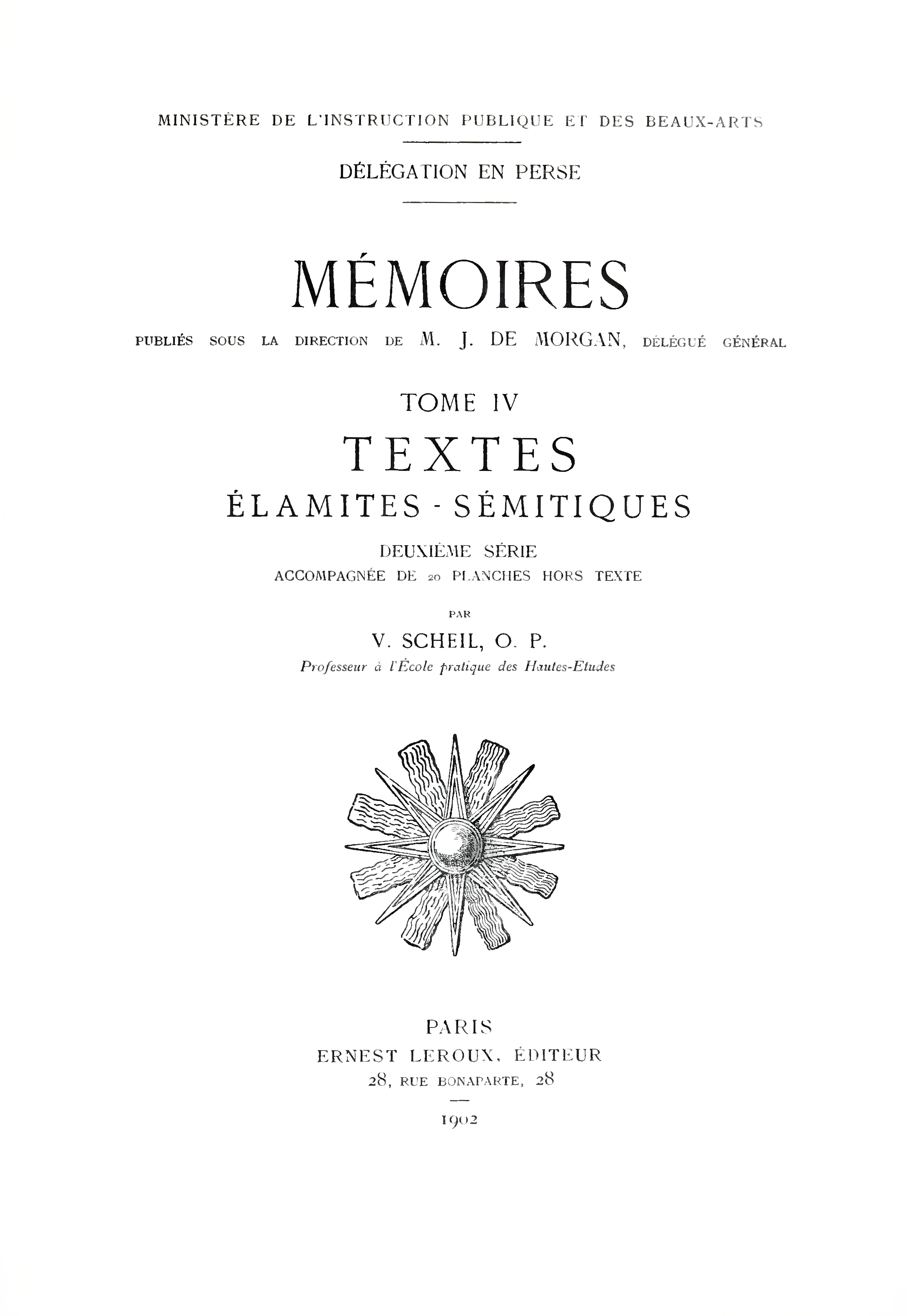
Mémoires de la Délégation en Perse Bd. 4, 1902

Mémoires de la Délégation en Perse (MDP) war eine Publikationsreihe der französischen Délégation archéologique française en Perse (D.P.), die von Jacques de Morgan, Gustave Jéquier und Georges Lampre in Zusammenarbeit mit dem französischen Ministère de l’instruction publique et des beaux-arts im Jahr 1900 ins Leben gerufen wurde. Im Journal wurden Berichte der ausgedehnten französischen archäologischen Forschungen im damaligen Persien veröffentlicht, im Besonderen der Ausgrabungen in Susa. Jacques de Morgan gab insgesamt 13 Bände von 1900 bis 1912 heraus. Danach änderte die Zeitschrift verschiedentlich ihren Namen, zuerst in Mémoires de la Mission archéologique de Susiane, 1914 ab Band 15 in Mémoires de la Mission archéologique de Perse (MMAP) und von Band 29, 1943 bis Band 38, 1965, in Memoires de la Mission archéologique en Iran (MMAI). Übergeordnet wird manchmal auch der Begriff Mémoires de la Délégation archéologique en Iran (MDAI) verwendet. Von 1971 bis 1987 erschienen die Cahiers de la Délégation Archéologique Française en Iran (CDAFI) in 15 Bänden.
Mit der Fusion der Délégation archéologique française en Iran (DAFI) mit dem Institut français d’iranologie 1983 zur neuen Körperschaft Institut français de recherche en Iran (IFRI) gehört die Reihe der Vergangenheit an.